# Candido Amantini
Candido Amantini (31 de janeiro de 1914 - 22 de setembro de 1992), foi um padre passionista católico romano italiano, um mestre exorcista, diretor espiritual e confessor. Por trinta e seis anos, como Pe. Amantini, ele era o exorcista-chefe de Roma. Instalado na Igreja da Santa Escadaria, ele costumava ver de 60 a 80 pessoas por dia. Ele também ensinou Escrituras Sagradas e Teologia Moral. Ele escreveu um livro intitulado Il Mistero di Maria, sobre a Virgem Maria.

## Vida pessoal
Candido Amantini nasceu Eraldo Ulisse Mauro Amantini, em Bagnolo di Santa Fiora, província de Grosseto, Toscana, o segundo de quatro filhos de Giovanni Battista Amantini e Diolinda Fratini Amantini. Ele foi batizado 8 dias após seu nascimento, em 7 de fevereiro de 1914. Ele foi confirmado em 8 de setembro de 1920 pelo bispo Joseph Angelucci, bispo de Città della Pieve.  
Aos 12 anos, ingressou no Seminário Menor Passionista em Roma (Nettuno) em 26 de outubro de 1926. Aos 16 anos, em 9 de outubro de 1929, ingressou no Noviciado Passionista no Retiro de São José no Monte Argentario. No dia 23 de outubro, ele recebeu o hábito religioso e recebeu o nome de Candido do Imaculado. Em 24 de outubro de 1930, ele fez votos temporários como Passionista. Ele foi transferido para Tavernuzze, perto de Florença, onde concluiu o Lyceum em 1936. Depois foi para Vinchiana - Ponte a Moriano (Lucca), para concluir seus estudos em filosofia e teologia. Em 31 de janeiro de 1936, Amantini fez seus votos perpétuos como passionista. Também em 1936, ele foi transferido para a Igreja da Santa Escadaria (La Scala Santa), em Roma, para cursar sua licenciatura em teologia na Universidade Pontifícia de São Tomás de Aquino, Angelicum. 
Depois de uma longa doença, Amantini morreu à noite na festa de São Cândido, seu patrono. Ele foi enterrado em Roma no cemitério de Verano. A Igreja Católica Romana o nomeou Servo de Deus. Seus restos mortais foram transferidos para a Igreja da Santa Escadaria em 21 de março de 2012, e sua causa de beatificação está sendo investigada pela Congregação para as Causas dos Santos.  

## Ministério
Foi ordenado sacerdote aos 24 anos em Roma, em 13 de março de 1937. 
Amantini obteve um licenciado em Escrituras Sagradas no Pontifício Instituto Bíblico de Roma em 1941. Ele tinha capacidade para idiomas e aprendeu grego, hebraico, alemão e sânscrito. De 1941 a 1945, ele ensinou hebraico e as Escrituras Sagradas em Vinchiano (Lucca) e Vetralla (Viterbo). De 1945 a 1947, ele retornou a Roma para instruir seminaristas. Ele ensinou estudantes internacionais da Ordem Passionista de 1947-1960, no mosteiro de São João e Paulo, em Roma.  

Amantini estudou exorcismo com Pe. Alessandro Coletti, C.P., exorcista da diocese de Arezzo e realizou seus primeiros exorcismos sob sua orientação. Amantini também teve contato com São Padre Pio de Pietrelcina. Padre Pio disse sobre ele: "Padre Candido é um sacerdote segundo o coração de Deus". Desde 1961 até sua morte em 1992, Amantini praticou exorcismo em tempo integral na Igreja da Santa Escadaria, em Roma.